# Toårig høgeskæg
Toårig høgeskæg (Crepis biennis) er en toårig, 50-100 centimeter høj plante i kurvblomst-familien. Det er en stivhåret urt med forveddet stængelbasis. De gule blomster sidder i kurve, der er 2,5-4 centimeter i diameter.

## Udbredelse i Danmark
I Danmark findes toårig høgeskæg hist og her omkring Storebælt, især på skrænter, agerjord og langs veje, mens den er sjælden i resten af landet. Den blomstrer i juni og juli.